# Alepia relativa
Alepia relativa är en tvåvingeart som beskrevs av Quate 1996. Alepia relativa ingår i släktet Alepia och familjen fjärilsmyggor.
Artens utbredningsområde är Costa Rica. Inga underarter finns listade i Catalogue of Life.